# Cerro La Campana (Valparaíso)
El cerro La Campana se encuentra en la cordillera de la costa, entre las provincias de Quillota y Marga Marga en la Región de Valparaíso en el centro de Chile. Tiene una altitud de 1.880 m s. n. m. Se encuentra dentro del Parque Nacional La Campana, al cual se accede por Olmué, sector de Granizo, y por Hijuelas, sector de Ocoa.
Dentro de la flora nativa encontramos especies arbóreas, como el roble blanco (Nothofagus macrocarpa), boldo (Peumus boldus), quillay, litre, canelo y espino, bromélidas como la puya o chagual (Puya chilensis) y cactáceas como el quisco. Es especialmente importante la presencia de palma chilena (Jubaea chilensis).
En la fauna encontramos mamíferos como el zorro culpeo (Lycalopex culpaeus), zorro chilla (Lycalopex griseus), el puma (Felis concolor)  y el quique (Galictis cuja), aves como el tucúquere (Bubo virginianus magellanicus), turca (Pteroptochos megapodius), aguilucho (Buteo polyosoma), picaflor gigante (Patagona gigas) y la paloma torcaza (Patagioenas araucana), reptiles como la culebra de cola corta (Tachymenis chilensis) y varias especies de lagartijas, anfibios como el sapo de rulo (Bufo spinulosus), e invertebrados como la araña pollito (Grammostola rosea), y una gran variedad de insectos.

## Parque Nacional
El Parque Nacional La Campana fue creado por ley 16.699, el 17 de octubre de 1967, esto, por su importancia biológica, destacándose los Palmares de Ocoa (el bosque de palmas más grande de Chile) y los Robledales del sector de Granizo en Olmué, siendo estos los más septentrionales de su especie. 
El Parque Nacional La Campana, que cuenta con alrededor de 8.000 ha, está subdividido a su vez en tres sectores: Granizo (972 ha), Cajón Grande (1588 ha), ambos dentro de la Comuna de Olmué; y el sector de Ocoa (5.440 ha), dentro de la Comuna de Hijuelas.  

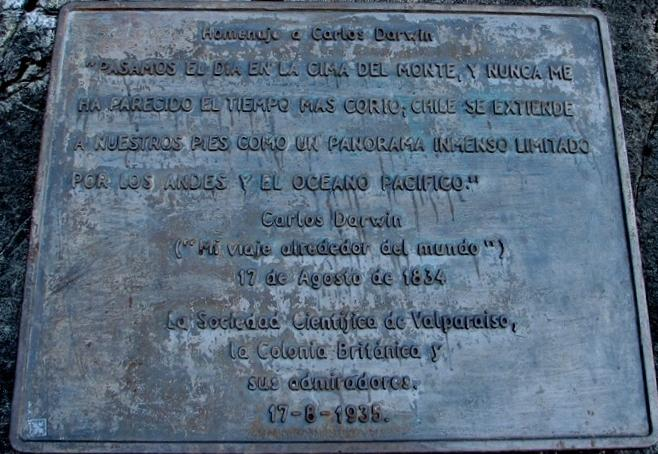
Placa conmemorativa del ascenso de Darwin al cerro La Campana.

El cerro La Campana fue visitado en agosto de 1834 por el naturalista Charles Darwin que, al llegar a su cumbre, escribió el siguiente texto:

Pasamos el día en la cumbre de la montaña, y jamás me pareció tan corto el tiempo. Chile, limitado por los Andes y por el Océano Pacífico, se extiende a nuestros pies como un vasto plano. El espectáculo en sí mismo es admirable, pero el placer que se siente aumenta aún más con las numerosas reflexiones que sugiere la vista de la Campana y de las cadenas paralelas, así como del amplio valle de Quillota que las corta en ángulo recto.
Charles Darwin